# Долхешть (комуна, Сучава)
Долхешть, Долхешті (рум. Dolhești) — комуна у повіті Сучава в Румунії. До складу комуни входять такі села (дані про населення за 2002 рік):
- Валя-Боурей (851 особа)
- Долхештій-Марі (1875 осіб) — адміністративний центр комуни
- Долхештій-Міч (1323 особи)

Комуна розташована на відстані 336 км на північ від Бухареста, 29 км на південний схід від Сучави, 88 км на захід від Ясс.

## Населення
За даними перепису населення 2002 року у комуні проживали 4049 осіб.
Національний склад населення комуни:
| Національність   | Кількість осіб | Відсоток |
| ---------------- | -------------- | -------- |
| румуни           | 3888           | 96,0%    |
| цигани           | 156            | 3,9%     |
| росіяни-липовани | 1              | < 0,1%   |

Рідною мовою назвали:
| Мова      | Кількість осіб | Відсоток |
| --------- | -------------- | -------- |
| румунська | 3966           | 98,0%    |
| циганська | 82             | 2,0%     |

Склад населення комуни за віросповіданням:
| Релігія            | Кількість осіб | Відсоток |
| ------------------ | -------------- | -------- |
| православні        | 3991           | 98,6%    |
| адвентисти         | 22             | 0,5%     |
| лютерани           | 7              | 0,2%     |
| мусульмани         | 4              | 0,1%     |
| не вказали релігію | 3              | 0,1%     |

## Зовнішні посилання
- Дані про комуну Долхешть на сайті Ghidul Primăriilor